# La Paz kommun, Santander
La Paz är en kommun i Colombia.   Den ligger i departementet Santander, i den centrala delen av landet, 180 km norr om huvudstaden Bogotá. Antalet invånare är 5 611.